# Vincenzo Cornelio
Vincenzo Cornelio (... – 1578) è stato un vescovo cattolico italiano.

## Biografia
Talvolta riportato come Vincenzo Cornelio Cajetani, della sua vita si sa poco.
Il 25 ottobre 1564 papa Pio IV lo nominò vescovo di Ostuni; ricevette la consacrazione episcopale nella basilica di San Paolo Maggiore a Napoli l'11 febbraio 1565 da Antonio Lauro, vescovo di Castellammare di Stabia.
Nel 1570 promosse il primo restauro della cattedrale di Ostuni.
Morì nel 1578, tra il 21 luglio e il 12 settembre.

## Genealogia episcopale
La genealogia episcopale è:
- Vescovo Antonio Lauro
- Vescovo Vincenzo Cornelio